# Gunjavci
Gunjavci falu Horvátországban, Bród-Szávamente megyében. Közigazgatásilag Resetárhoz tartozik.

## Fekvése
Bródtól légvonalban 44, közúton 52 km-re északnyugatra, Pozsegától   légvonalban 17, közúton 36 km-re délnyugatra, községközpontjától légvonalban 3, közúton 6 km-re északkeletre, Nyugat-Szlavóniában, a Pozsegai-hegység déli lejtőin, az Adžamovka-patak partján fekszik.

## Története
A 18. század közepén keletkezett, amikor a környező falvakból katolikus horvát családokat telepítettek ide. 1760-ban 18 házat számláltak itt, 37 családdal és 166 lakossal.
 Az első katonai felmérés térképén „Gunievacz” néven található. A gradiskai ezredhez tartozott.
Lipszky János 1808-ban Budán kiadott repertóriumában „Gunyavczi” néven szerepel.  Nagy Lajos 1829-ben kiadott művében „Gunyavczi” néven 53 házzal, 
290 katolikus vallású lakossal találjuk.  A katonai közigazgatás megszüntetése után 1871-ben Pozsega vármegyéhez csatolták. 1857-ben 308, 1910-ben 500 lakosa volt. Az 1910-es népszámlálás szerint két német kivételével teljes lakossága horvát anyanyelvű volt. Pozsega vármegye Újgradiskai járásának része volt. Az első világháború után 1918-ban az új szerb-horvát-szlovén állam, majd később (1929-ben) Jugoszlávia része lett. A település 1991-től a független Horvátországhoz tartozik. 1991-ben lakosságának 97%-a horvát nemzetiségű volt. 1993-ban megalakult az önálló Resetár község, melynek része lett. 2011-ben a településnek 424 lakosa volt. 

## Lakossága
| Lakosság változása | Lakosság változása | Lakosság változása | Lakosság változása | Lakosság változása | Lakosság változása | Lakosság változása | Lakosság változása | Lakosság változása | Lakosság változása | Lakosság változása | Lakosság változása | Lakosság változása | Lakosság változása | Lakosság változása | Lakosság változása |
| ------------------ | ------------------ | ------------------ | ------------------ | ------------------ | ------------------ | ------------------ | ------------------ | ------------------ | ------------------ | ------------------ | ------------------ | ------------------ | ------------------ | ------------------ | ------------------ |
| 1857               | 1869               | 1880               | 1890               | 1900               | 1910               | 1921               | 1931               | 1948               | 1953               | 1961               | 1971               | 1981               | 1991               | 2001               | 2011               |
| 308                | 304                | 317                | 368                | 394                | 500                | 422                | 548                | 628                | 635                | 616                | 625                | 509                | 521                | 455                | 424                |

## Nevezetességei
Szent Miklós püspök tiszteletére szentelt kápolnája a szapolyai plébánia filiája.

## Sport
NK Slavonac Gunjavci-Drežnik labdarúgóklub.